# Raúl Araiza Cadena
Raúl Araiza Cadena (Minatitlán, 1 de setembre de 1935 - Veracruz, 8 de gener de 2013) va ser un actor, director i productor mexicà de cinema i televisió. Va morir el 8 de gener de 2013 a causa d'un càncer de pàncrees. Va ser pare dels actors: Raúl Araiza Herrera i Armando Araiza.

## Filmografia

### Televisió (com actor)
- Las grandes aguas (1989)
- Senda de gloria (1987)
- El milagro de vivir (1975-1976)

### Director d'escena (televisió)
- El Pantera (2008)
- Barrera de amor (2005-2006)
- Así son ellas (2002-2003)
- Tres mujeres (1999-2000)
- Senda de gloria (1987)
- La traición (1984-1985)
- El maleficio (1983-1984)
- Primera part de Bianca Vidal (1982/83)
- Segona part de Vanessa (1982)
- El derecho de nacer (1981-1982)
- Cancionera (1980)

### Productor executiu (televisió)
- Tijuana (2000)
- Así son ellas (2002-2003)

## Premis
Premis TVyNovelas
| Any  | Categoria                | Telenovel·la    | Resultat  |
| ---- | ------------------------ | --------------- | --------- |
| 1988 | Millor direcció d'escena | Senda de gloria | Guanyador |
| 1985 | Millor direcció d'escena | La traición     | Guanyador |

Premis ACE
| Any  | Categoria       | Telenovel·la | Resultat  |
| ---- | --------------- | ------------ | --------- |
| 1985 | Millor Director | El maleficio | Guanyador |